# Banisia clathrula
Banisia clathrula is een vlinder uit de familie venstervlekjes (Thyrididae). De wetenschappelijke naam van deze soort is voor het eerst geldig gepubliceerd in 1877 door Guenée.
De soort komt voor in tropisch Afrika.